# Kamanje
Kamanje  è un comune della Croazia di 1 100 abitanti della regione di Karlovac.